# Cerapteryx poecila
Cerapteryx poecila là một loài bướm đêm trong họ Noctuidae.